# Landkreis Bad Kissingen
Landkreis Bad Kissingen is een Landkreis in de Duitse deelstaat Beieren. De Landkreis telt 103.169 inwoners (31 december 2020) op een oppervlakte van 1.136,94 km². Kreisstadt is de gelijknamige stad.

## Indeling
Bad Kissingen is samengesteld uit 26 gemeenten, waarvan 4 de status van stad hebben en 11 de status van Markt. Verspreid over het Landkreis liggen 11 gebieden die niet gemeentelijk zijn ingedeeld.
Steden
1. Bad Brückenau
2. Bad Kissingen
3. Hammelburg
4. Münnerstadt

Märkte
1. Bad Bocklet
2. Burkardroth
3. Elfershausen
4. Euerdorf
5. Geroda
6. Maßbach
7. Oberthulba
8. Schondra
9. Sulzthal
10. Wildflecken
11. Zeitlofs

Overige gemeenten
1. Aura an der Saale
2. Fuchsstadt
3. Motten
4. Nüdlingen
5. Oberleichtersbach
6. Oerlenbach
7. Ramsthal
8. Rannungen
9. Riedenberg
10. Thundorf in Unterfranken
11. Wartmannsroth

Niet gemeentelijk ingedeeld
 (122,75 km², alle onbewoond)
1. Dreistelzer Forst (0,85 km²)
2. Forst Detter-Süd (11,38 km²)
3. Geiersnest-Ost (19,63 km²)
4. Geiersnest-West (2,42 km²)
5. Großer Auersberg (4,68 km²)
6. Kälberberg (2,35 km²)
7. Mottener Forst-Süd (5,05 km²)
8. Neuwirtshauser Forst (20,73 km²)
9. Omerz und Roter Berg (6,52 km²)
10. Römershager Forst-Nord (12,92 km²)
11. Römershager Forst-Ost (3,76 km²)
12. Roßbacher Forst (21,15 km²)
13. Waldfensterer Forst (11,31 km²)

Aichach-Friedberg · Altötting · Amberg · Amberg-Sulzbach · Ansbach (stad) · Landkreis Ansbach · Aschaffenburg (stad) · Landkreis Aschaffenburg · Augsburg (stad) · Landkreis Augsburg · Bad Kissingen · Bad Tölz-Wolfratshausen · Bamberg (stad) · Landkreis Bamberg · Bayreuth (stad) · Landkreis Bayreuth · Berchtesgadener Land · Cham · Coburg (stad) · Landkreis Coburg · Dachau · Deggendorf · Dillingen an der Donau · Dingolfing Landau · Donau-Ries · Ebersberg · Eichstätt · Erding · Erlangen · Erlangen-Höchstadt · Forchheim · Freising · Feyung-Grafenau · Fürstenfeldbruck · Fürth (stad) · Landkreis Fürth · Garmisch-Partenkirchen · Günzburg · Haßberge · Hof (stad) · Landkreis Hof · Ingolstadt · Kaufbeuren · Kelheim · Kempten im Allgäu · Kitzingen · Kronach · Kulmbach · Landsberg am Lech · Landshut (stad) · Landkreis Landshut · Lichtenfels · Lindau · Main-Spessart · Memmingen · Miesbach · Miltenberg · Mühldorf am Inn · München · Landkreis München · Neuburg-Schrobenhausen · Neumarkt in der Oberpfalz · Neurenberg · Neustadt an der Aisch-Bad Windsheim · Neustadt an der Waldnaab · Neu-Ulm · Nürnberger Land · Oberallgäu · Ostallgäu · Passau (stad) · Landkreis Passau · Pfaffenhofen an der Ilm · Regen · Regensburg (stad) · Landkreis Regensburg · Rhön-Grabfeld · Rosenheim (stad) · Landkreis Rosenheim · Roth · Rottal-Inn · Schwabach · Schwandorf · Schweinfurt (stad) · Landkreis Schweinfurt · Starnberg · Straubing · Straubing-Bogen · Tirschenreuth · Traunstein · Unterallgäu · Weiden in der Oberpfalz · Weilheim-Schongau · Weißenburg-Gunzenhausen · Wunsiedel im Fichtelgebirge · Würzburg (stad) · Landkreis Würzburg
Aura a.d. Saale ·
Bad Bocklet ·
Bad Brückenau ·
Bad Kissingen ·
Burkardroth ·
Elfershausen ·
Euerdorf ·
Fuchsstadt ·
Geroda ·
Hammelburg ·
Maßbach ·
Motten ·
Münnerstadt ·
Nüdlingen ·
Oberleichtersbach ·
Oberthulba ·
Oerlenbach ·
Ramsthal ·
Rannungen ·
Riedenberg ·
Schondra ·
Sulzthal ·
Thundorf i.UFr. ·
Wartmannsroth ·
Wildflecken ·
Zeitlofs